# Allium olympicum
Allium olympicum är en amaryllisväxtart som beskrevs av Pierre Edmond Boissier. Allium olympicum ingår i släktet lökar, och familjen amaryllisväxter. Inga underarter finns listade i Catalogue of Life.

## Bildgalleri

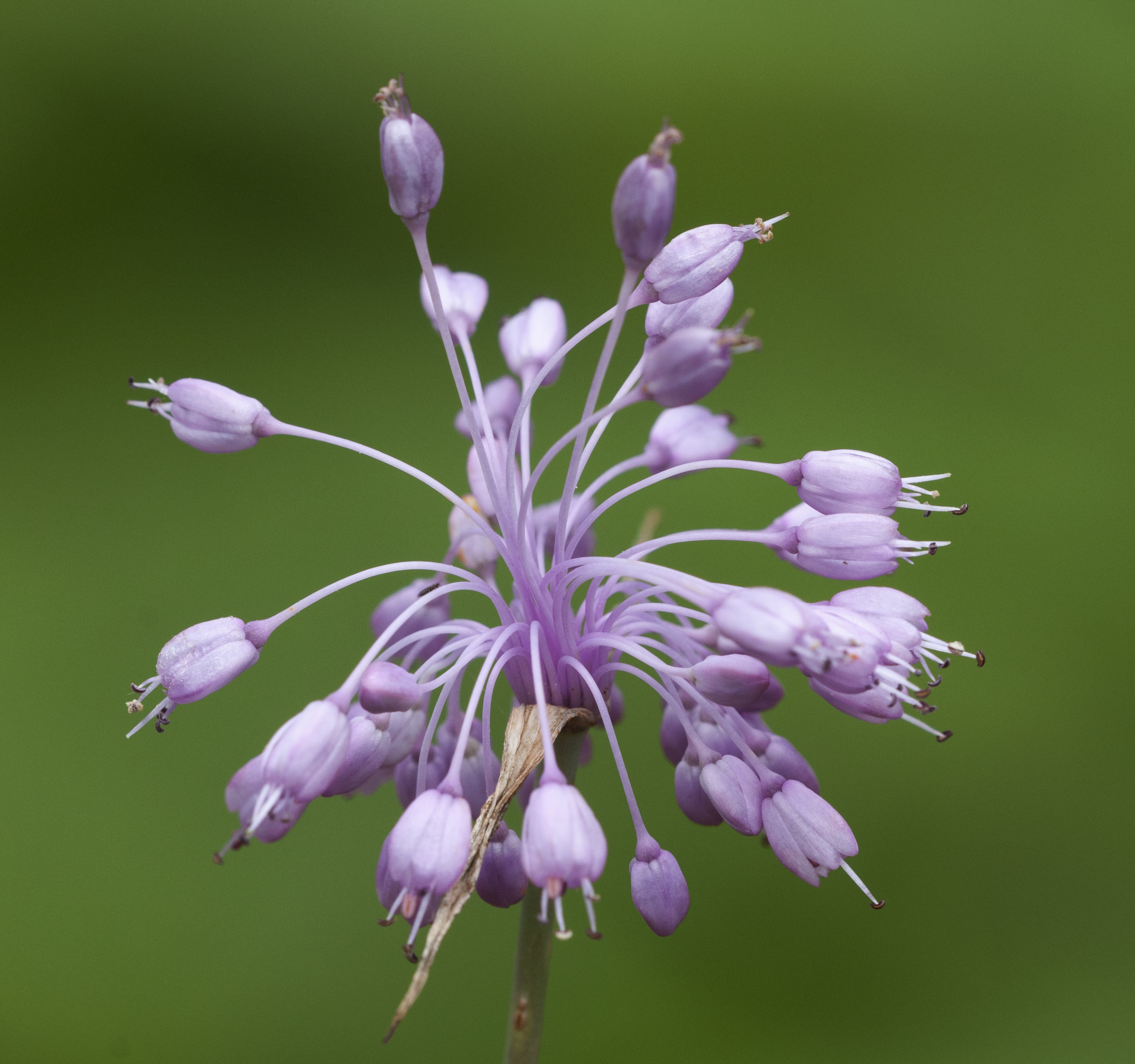
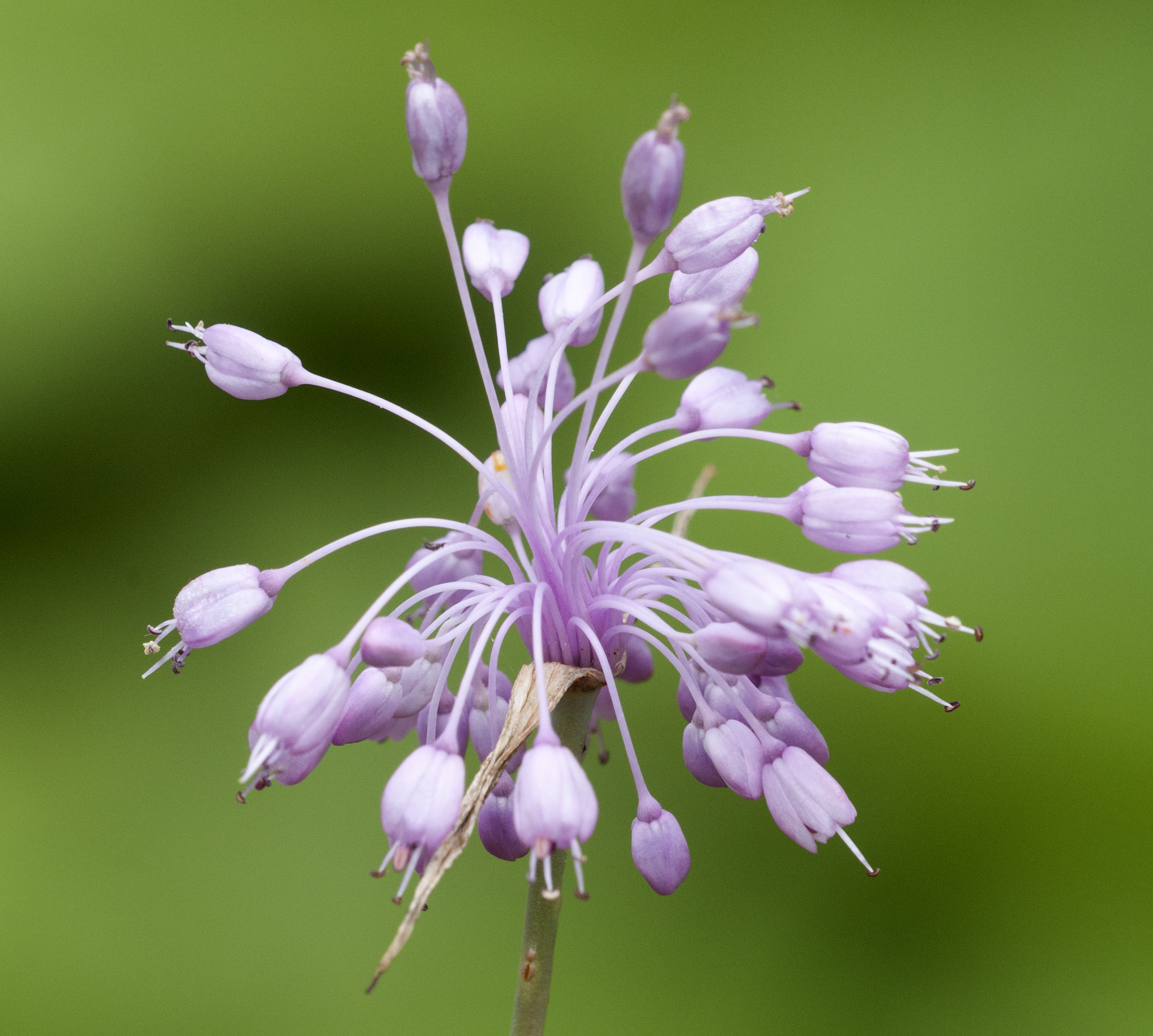
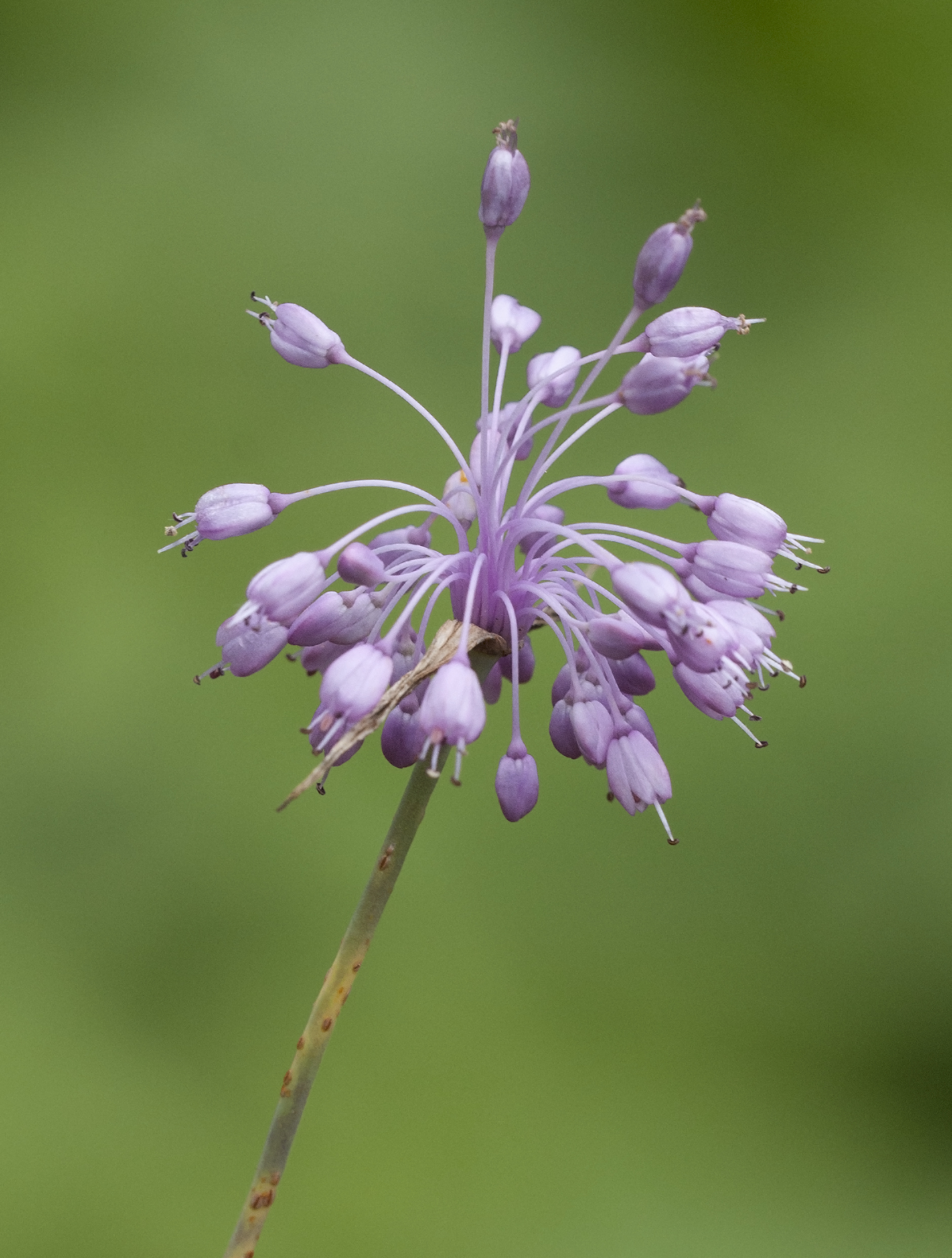
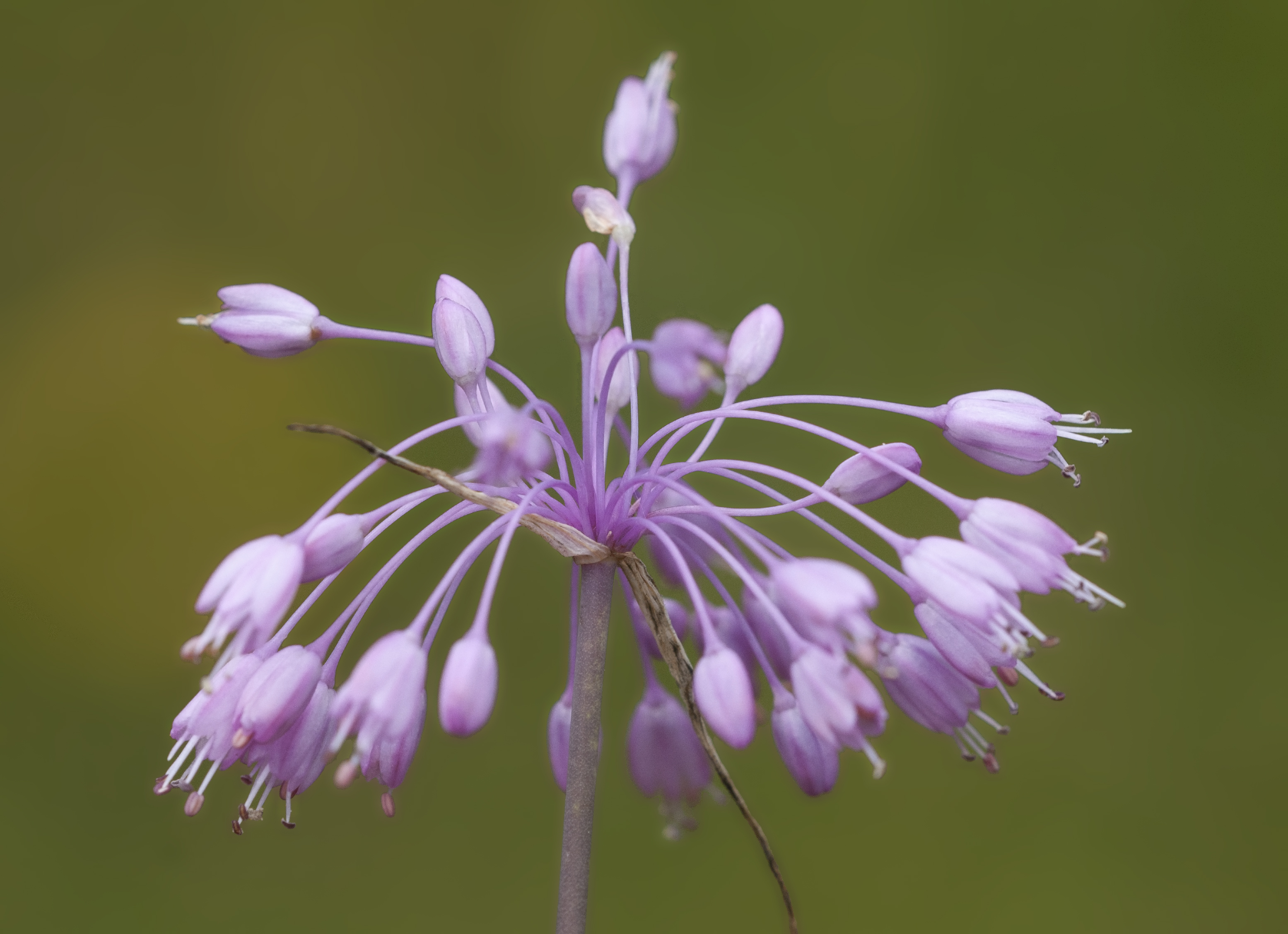